# Carlo Maratta
Carlo Maratta o Maratti (Camerano, Marques, 13 de maig de 1625 - Roma, 15 de desembre de 1713) va ser un pintor pontifici italià de l'alt barroc, que va treballar principalment a Roma.
Figura clau de la segona meitat del segle xvii, va representar una pintura d'estil sobri i mesurat, oposada al barroc decoratiu de Pietro da Cortona i Luca Giordano.

## Carrera
Va néixer a Camerano, prop d'Ancona. Des de nen va mostrar gran facilitat per al dibuix, i als onze anys va viatjar a Roma, on es quedaria gairebé tota la vida. Va ingressar com a aprenent a l'estudi d'Andrea Sacchi, on romandria durant 22 anys, i encara després prosseguiria la seva amistat. Testimoni d'això és un retrat que Maratta va fer del seu mestre, exposat actualment al Museu del Prado.
Sacchi, deixeble de Francesco Albani, va orientar a Maratta cap a l'estudi de Rafael Sanzio, Correggio i Annibale Carracci, influències que Maratta fusionaria amb altres de l'escola veneciana.
Després d'un breu viatge a la seva terra natal, Maratta va tornar a Roma el 1650 i va ser presentat pel governador d'Ancona, el cardenal Albrizio, el papa Alexandre VII, que li s'encarregaria pintures per a esglésies romanes i per la catedral de Siena. De laFugida a Egipte, conservada en aquesta última, hi ha una rèplica de format reduït al Museu del Prado.
Al suport de Giovanni Bellori, teòric d'art i amic de Poussin, va fer Maratta el seu primer gran encàrrec: els frescos a Sant'Isidoro de Roma (1652).
Maratta va ingressar a l'Accademia di San Luca de Roma el 1662, on és nomenat Principe el 1664 i 1665. Va treballar al servei dels papes Innocenci XII i Climent IX, a qui va retratar (1669) copiant l'esquema de l'Innocenci X pintat per Velázquez. Se li va encomanar la restauració dels frescos de les Estades de Rafael.

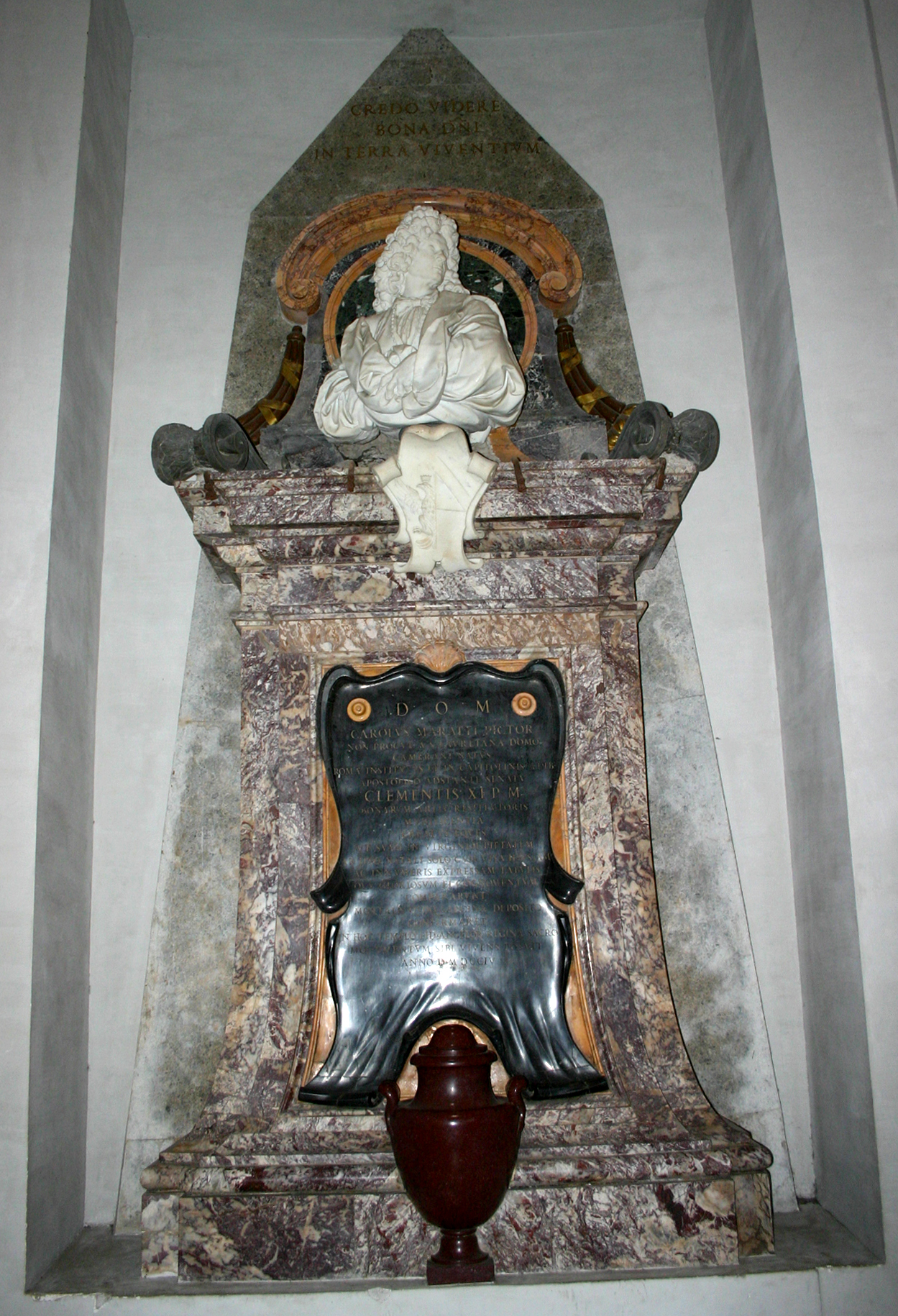
Tomba de Maratta a l'església de S. Maria degli Angeli, Roma. Va ser dissenyada per ell mateix.

Va pintar el 1686 una famosa Assumpció de la Verge per Santa Maria del Popolo a Roma. La seva tasca com fresquista inclou cicles decoratius a Frascati (la Vila Falconieri) i a Roma (el Palau Altieri). Entre els seus retrats, molt apreciats, es pot esmentar el d'André Le Nôtre, dissenyador dels jardins de Versalles. Però el gruix de la seva producció és pintura religiosa. Un exemple d'això és la Verge donant de mamar al Nen de la Casa d'Alba (Madrid, Palau de Llíria).
Morts Bernini i Pietro da Cortona, Maratta es va convertir en líder de la pintura romana. Una de les seves obres més importants és una pintura de Constantí destruint els ídols per al Baptisteri de Laterà. Aquesta obra va incrementar la fama de Maratta al Vaticà. Va ser nomenat Cavaller de l'orde de Crist per Climent XI el 1704, i primer pintor per Lluís XIV de França el mateix any.
La seva faceta com a gravador, encara que important, sembla limitar-se als seus anys juvenils, abans de 1660. Va gravar La flagel·lació de sant Andreu de Domenichino i una sèrie d'imatges sobre La vida de la Verge, aquestes ideades per ell. També va treballar l'arquitectura, dissenyant diverses construccions. Fins i tot va traçar la seva pròpia tomba, dins d'un barroquisme més aviat exuberant.
La seva obra pictòrica se singularitza pel seu aspecte sòlid, sobri i noble, contraposat a l'efectisme una mica frívol del barroc decoratiu. No obstant això, s'atribueix a Maratta seu gust excessiu pels detalls accessoris, i certa debilitat en el tractament dels draps.
Maratta va morir a Roma el 15 de desembre de 1713. Posseïdor d'una bona col·lecció d'art, el 1722 aquesta sortiria a la venda, sent comprada per Felip V d'Espanya. Entre les peces que va atresorar, destaquen pintures de Giovanni Bellini, Carracci, Guido Reni i del seu mestre Sacchi.